# Григорий (Тацис)
Епископ Григорий (англ. Bishop Gregory, в миру Джордж Тацис, англ. George Tatsis, греч. Γεώργιος Τάτσης; род. 7 декабря 1958, Шарлотт, Северная Каролина) — архиерей Константинопольской православной церкви, епископ Нисский, управляющий Американской Карпаторосской епархией.

## Биография
С раннего возраста прислуживал в родном греческом Троицком соборе в Шарлотте как алтарник, в течение 13 лет был учителем воскресной школы при соборе и председателем приходского совета.
В 1981 году окончил Университет Северной Каролины в Чапел-Хилл со степенью бакалавра биологии. В 1989 году окончил Университет Северной Каролины в Шарлотте со степенью магистра биологии. Более 20 лет проработал как исследователь сердечно-сосудистой системы в Медицинском центре Каролин в Шарлотте; стал автором или соавтором более сотни статей, заявок и глав.
Также был одним из основателей Нектариевского прихода в Шарлотте, в котором служил членом организационного комитета, учителем воскресной школы в течение четырёх лет, певчим и первым председателем приходского совета.
После миссионерской поездки на Аляску, проспонсированной Православным христианским миссионерским центром, решил посвятить себя священству. В начале 2003 года уволился с работы, а осенью того года поступил в Богословскую школу Святого Креста в Бруклайне (штат Массачусетс), который окончил в мае 2006 года со степенью магистра богословия (master of divinity).
4 ноября 2006 года в Нектариевском храме в Шарлотте митрополитом Атлантским Алексием (Панайотопулосом) был рукоположен в сан диакона.
17 января 2007 года в Лавре в Калаврите, Греция, принял монашество с именем Григорий в честь святителя Григория Паламы.
28 января того же года в Благовещенском соборе города Атланты митрополитом Атлантским Алекисем был рукоположен во иеромонаха с возведением в сан архимандрита.
1 февраля 2007 года был определён проповедником Атлантской митрополии.
14 сентября 2007 года назначен духовником при Михаило-Архангельской часовне в Атланте. Проходя эти служения, объездил Атлантскую митрополию. Курировал молодёжные программы данной митрополии.
С 20 декабря 2010 года по 31 мая 2011 года — настоятель Троицкого греческого храма в Рали, штат Северная Каролина.
В октябре 2011 года назначен ключарём Троицкого собора в Новом Орлеане и архиерейским наместником Восточного округа Атлантской митрополии.
14 июля 2012 года на специальном собрании духовенства Американской Карпаторосской епархии был назван кандидатом на замещение этой епархии. 30 августа того же года Священный Синод Константинопольской православной церкви утвердил это избрание с назначением архимандрита Григория на титулярную Нисскую кафедру.
27 ноября того же года в соборе Христа Спасителя в Джонстауне состоялась его хиротония и настолование. Хиротонию совершили: архиепископ Американский Димитрий (Тракателис) митрополит Атлантский Алексий (Панайотопулос), митрополит Питтсбургский Савва (Зембиллас), митрополит Иерапольский Антоний (Щерба), епископ Памфилийский Даниил (Зелинский).